# Джеймс Ньютон Говард
Джеймс Ньютон Говард (англ. James Newton Howard; *9 червня 1951, Лос-Анджелес) — американський композитор кіно («Бетмен:Початок», «Кінг-Конг», «Темний лицар»).

## Біографія
Майбутній композитор почав займатися музикою з чотирьох років. Говард любив слухати класичну музику, а улюбленим композитором Джеймса був Людвіг ван Бетховен. Проте в середині 1960-х років він почув кілька композицій гурту «The Beatles» і відразу ж захопився поп- та рок-музикою.
По закінченню школи Джеймс продовжив навчатися в музичній академії, пізніше навчався в університеті в Південній Каліфорнії.
В 1970-х роках Говард входив до бенду «Mama Lion».
В 1975 році Джеймс Говард познайомився з Елтоном Джоном (надалі він напише співаку багато пісень).
Переломним у житті Джеймса Ньютона Говарда став 1985 рік, коли його запросили написати музику до комедійної стрічки «Контора». Ховарду сподобався власний саундтрек і після цього він поступово стає одним з провідних композиторів Голлівуду.

## Вибрана фільмографія
- 2023 — Продавці болю
- 2021 — Круїз по джунглях
- 2020 — Новини світу
- 2019 — Приховане життя
- 2017 — Роман Дж. Ізраїль, есквайр
- 2014 — Детройт
- 2014 — Ігри чемпіонів
- 2011 — Зелений ліхтар
- 2011 — Зелений шершень
- 2010 — Турист
- 2010 — Гномео та Джульєта
- 2008 — Темний лицар
- 2008 — Явище
- 2008 — Виклик
- 2008 — Шалені гроші
- 2007 — Водяний кінь: легенда глибин
- 2007 — Я — легенда
- 2005 — Кінг-Конг
- 2005 — Бетмен: Початок
- 2005 — Дзвінок 2
- 2004 — Таємничий ліс
- 2004 — Співучасник
- 2004 — Ідальго
- 2000 — Вертикальна межа
- 2000 — Динозавр
- 1999 — Наречена-втікачка
- 1998 — Ідеальне вбивство
- 1997 — Адвокат диявола
- 1996 — Присяжна
- 1995 — Водний світ
- 1995 — Королівська милість
- 1994 — Перехрестя
- 1993 — Живі
- 1993 — Дейв
- 1993 — З мене досить
- 1991 — Король Ральф
- 1991 — Великий каньйон
- 1990 — Коматозники
- 1988 — Беззаконня
- 1986 — Дикі кішки